# 了源寺 (船橋市)
了源寺（りょうげんじ）は千葉県船橋市船橋市宮本にある浄土真宗本願寺派の寺院である。

## 歴史
藤原匡親によって永禄年間（1558～66年）または天正8年（1580年）、伝翁により開基されたとも伝わる。本尊は阿弥陀如来で、栗原郷（現在の船橋市の下総中山駅・西船橋駅周辺）を治めていた領主の成瀬正成の寄付ともいわれる親鸞聖人真筆の十字の名号が保存されているとも云われる。

### 了源寺塾と宮本小
境内には「了源寺塾」と呼ばれる私塾が元禄年間（1688年～1704）に創立されており、現在の「船橋市立宮本小学校」の前身である「真名（まな）校」もここで開校されている。なお、現在の船橋市域には幕末期、合わせて16の私塾と寺子屋が存在していた。

### 幕府の大砲試射場跡と時の鐘
了源寺の境内にある鐘楼（現在は鐘楼堂がある）はもともと幕府が試写用の大砲を設置する為に築いた台座跡だった。享保年間（1716～36年）の幕府の砲術射撃は、ここから東方の野原に向けて試射を行っていたという。その後、砲台跡に船橋代官だった小宮山杢進の勧めで、鐘楼堂が建てられ、幕府から「時の鐘」の公許を受け、明治4年まで船橋一帯に時の鐘を知らせていた。

### 戊辰戦争と了源寺
境内の鐘楼の石垣の下には戊辰戦争の戦いの一つとして知られる市川・船橋戦争の戦いで戦死した幕府軍兵士「菅野鋭亮」の墓が存在している。船橋では市川・船橋戦争の後、官軍・幕府軍に関わらず、戦死者の弔を行ったとされるが、官軍側の戦死者を弔う立派な墓は全国各地に多くあるが、幕府軍を「脱走様」と敬称を付けて葬った船橋の例は全国的にも珍しいと云われている。

## 所在地
千葉県船橋市宮本7-7-1

## 交通アクセス
最寄り駅
- JR総武線船橋駅下車徒歩（15分）
- 京成電鉄京成線大神宮下駅下車徒歩（7分）